# Reon Yamahara
Reon Yamahara (japanisch 山原 怜音 Yamahara Reon; * 8. Juni 1999 in Kyōto, Präfektur Kyōto) ist ein japanischer Fußballspieler.

## Karriere

### Verein
Reon Yamahara erlernte das Fußballspielen in der JFA Academy sowie in der Universitätsmannschaft der Universität Tsukuba. Von Mitte April 2021 bis Saisonende wurde er an Shimizu S-Pulse ausgeliehen. Der Verein aus Shimizu spielte in der ersten japanischen Liga, der J1 League. Sein Erstligadebüt gab Reon Yamahara am 11. September 2021 (28. Spieltag) im Auswärtsspiel gegen Sagan Tosu. Hier stand er in der Startelf und spielte die kompletten 90 Minuten. Sagan gewann das Spiel 2:1. Insgesamt kam er in der Saison 2021 auf fünf Erstligaeinsätze. Im Februar 2022 wurde er von S-Pulse fest unter Vertrag genommen. Am Ende der Saison 2022 musste er mit dem Verein als Tabellenvorletzter in die zweite Liga absteigen. Am Ende der Saison 2024 feierte er die Meisterschaft und stieg in die erste Liga auf.

### Nationalmannschaft
Reon Yamahara spielte 2021 einmal in der Japanischen U23-Nationalmannschaft. Hier kam er am 26. Oktober 2021 im Rahmen der Qualifikationsspiele zur U23-Asienmeisterschaft gegen Kambodscha zum Einsatz.

## Erfolge
Shimizu S-Pulse
- Japanischer Zweitligameister: 2024